# Lekkoatletyka na Letnich Igrzyskach Olimpijskich 2020 – bieg na 100 m kobiet
Konkurs kobiet w biegu na 100 metrów podczas XXXII Letnich Igrzysk Olimpijskich w Tokio odbył się w dniach 30-31 lipca 2021. Arena zawodów był Stadion Olimpijski w Tokio. Komplet miejsc na podium zdobyły Jamajki. Mistrzynią olimpijską została Elaine Thompson-Herah, wicemistrzynią Shelly-Ann Fraser-Pryce, a brąz zdobyła Shericka Jackson.
Był to XXII olimpijski konkurs w biegu na 100 m kobiet. Został pobity 33-letni rekord olimpijski Amerykanki Florence Griffith-Joyner.

## Terminarz
godziny zostały podane w czasie japońskim (UTC+9)
| Data          | Godzina rozpoczęcia |            |
| Data          | UTC+09:00           |            |
| ------------- | ------------------- | ---------- |
| 31 lipca 2021 | 9:00                | eliminacje |
| 31 lipca 2021 | 12:15               | runda I    |
| 30 lipca 2021 | 19:15               | półfinał   |
| 30 lipca 2021 | 21:50               | finał      |

## System rozgrywek
W eliminacjach wystartowało 27 sportowców niespełniających standardów kwalifikacyjnych na igrzyska (tj. zgłoszonych z miejsc uniwersalnych i indywidualnie zaproszonych przez MKOl). W ramach eliminacji odbyły się 3 biegi po 9 zawodniczek, z których kwalifikacje uzyskiwały trzy pierwsze biegaczki oraz jedna z najlepszym czasem z pozostałych miejsc.
W rundzie I wzięło udział 55 sportowców. Odbyło się 7 biegów - 6 po 8 zawodniczek oraz 1 z 7 zawodniczkami, z których awans wywalczyły trzy pierwsze biegaczki oraz trzy najszybsze zawodniczki z dalszych miejsc ze wszystkich biegów.
W półfinałach odbyły się 3 biegi po 8 zawodniczek. Do finału awansowało po dwie najlepsze biegaczki z każdego biegu oraz dwie najszybsze zawodniczki z dalszych miejsc ze wszystkich biegów.
W finale wystartowało 8 finalistek.

## Rekordy
Przed rozpoczęciem zawodów aktualny rekord świata i rekord olimpijski były następujące:
| WR | Florence Griffith-Joyner | 10.49 | Indianapolis | 16 lipca 1988    |
| OR | Florence Griffith-Joyner | 10.62 | Seul         | 24 września 1988 |

## Wyniki

### Eliminacje
| OR - rekord olimpijski \| NR - rekord krajowy \| PB - rekord życiowy \| =PB - wyrównany rekord życiowy \| SB - najlepszy wynik w sezonie \| =SB - wyrównany najlepszy wynik w sezonie |
| DNS - nie wystartował \| DNF - nie ukończył \|DSQ - dyskwalifikacja |
| * wyniki podawane w sekundach |

#### Bieg 1
| Pozycja | Tor | Zawodniczka              | Państwo             | Reakcja | Czas  | Uwagi |
| ------- | --- | ------------------------ | ------------------- | ------- | ----- | ----- |
| 1       | 6   | Natacha Ngoye Akamabi    | Kongo               | 0.124   | 11.47 | Q,    |
| 2       | 8   | Margaret Vanessa Barrie  | Sierra Leone        | 0.142   | 11.53 | Q,    |
| 3       | 5   | Amya Clarke              | Saint Kitts i Nevis | 0.155   | 11.67 | Q     |
| 4       | 9   | Djenebou Dante           | Mali                | 0.169   | 12.12 | SB    |
| 5       | 1   | Hadel Aboud              | Libia               | 0.126   | 12.70 | PB    |
| 6       | 2   | Bashair Obaid Al Manwari | Katar               | 0.142   | 13.12 | PB    |
| 7       | 7   | Kamia Yousufi            | Afganistan          | 0.157   | 13.29 | NR    |
| 8       | 3   | Alba Mbo Nchama          | Gwinea Równikowa    | 0.148   | 13.36 | PB    |
| 9       | 4   | Amed Elna                | Komory              | 0.161   | 14.30 | PB    |

#### Bieg 2

Bieg 2 eliminacji

| Pozycja | Tor | Zawodniczka          | Państwo          | Reakcja | Czas  | Uwagi |
| ------- | --- | -------------------- | ---------------- | ------- | ----- | ----- |
| 1       | 3   | Farzaneh Fasihi      | Iran             | 0.142   | 11.76 | Q     |
| 2       | 8   | Azreen Nabila Alias  | Malezja          | 0.168   | 11.77 | Q,    |
| 3       | 4   | Mudhawi Al-Shammari  | Kuwejt           | 0.167   | 11.82 | Q     |
| 4       | 5   | Regine Tugade-Watson | Guam             | 0.135   | 12.17 | SB    |
| 5       | 7   | Charlotte Afriat     | Monako           | 0.131   | 12.35 |       |
| 6       | 9   | Silina Pha Aphay     | Laos             | 0.170   | 12.41 | SB    |
| 7       | 6   | Hsieh Hsi-en         | Chińskie Tajpej  | 0.171   | 12.49 | PB    |
| 8       | 2   | Sarswati Chaudhary   | Nepal            | 0.158   | 12.91 | SB    |
| 9       | 1   | Yasmeen Al-Dabbagh   | Arabia Saudyjska | 0.153   | 13.34 |       |

#### Bieg 3

Bieg 3

| Pozycja | Tor | Zawodniczka        | Państwo             | Reakcja | Czas  | Uwagi |
| ------- | --- | ------------------ | ------------------- | ------- | ----- | ----- |
| 1       | 9   | Joella Lloyd       | Antyle Holenderskie | 0.179   | 11.55 | Q     |
| 2       | 5   | Asimenye Simwaka   | Malawi              | 0.164   | 11.76 | Q,    |
| 3       | 7   | Alvin Tehupeiory   | Indonezja           | 0.194   | 11.89 | Q,    |
| 4       | 1   | Carla Scicluna     | Malta               | 0.152   | 12.11 | q     |
| 5       | 4   | Hanna Barakat      | Palestyna           | 0.164   | 12.16 | NR    |
| 6       | 8   | Mazoon Al Alawi    | Oman                | 0.191   | 12.35 |       |
| 7       | 3   | Aïssata Deen Conte | Gwinea              | 0.157   | 12.43 | PB    |
| 8       | 6   | Matie Stanley      | Tuvalu              | 0.159   | 14.52 | PB    |
| 9       | 2   | Houleye Ba         | Mauretania          | 0.147   | 15.26 | PB    |

### Runda I

#### Bieg 1
| Pozycja | Tor | Zawodniczka           | Państwo                  | Reakcja | Czas  | Uwagi |
| ------- | --- | --------------------- | ------------------------ | ------- | ----- | ----- |
| 1       | 5   | Teahna Daniels        | Stany Zjednoczone        | 0.136   | 11.04 | Q     |
| 2       | 4   | Dina Asher-Smith      | Wielka Brytania          | 0.103   | 11.07 | Q     |
| 3       | 8   | Murielle Ahouré       | Wybrzeże Kości Słoniowej | 0.132   | 11.16 | Q,    |
| 4       | 7   | Ge Manqi              | Chiny                    | 0.149   | 11.20 | q     |
| 5       | 6   | Salomé Kora           | Szwajcaria               | 0.146   | 11.25 |       |
| 6       | 9   | Marije van Hunenstijn | Holandia                 | 0.158   | 11.27 | SB    |
| 7       | 2   | Joella Lloyd          | Antyle Holenderskie      | 0.173   | 11.54 |       |
| 8       | 3   | Asimenye Simwaka      | Malawi                   | 0.161   | 11.68 | NR    |

#### Bieg 2
| Pozycja | Tor | Zawodniczka           | Państwo           | Reakcja | Czas  | Uwagi |
| ------- | --- | --------------------- | ----------------- | ------- | ----- | ----- |
| 1       | 7   | Elaine Thompson-Herah | Jamajka           | 0.158   | 10.82 | Q     |
| 2       | 5   | Mujinga Kambundji     | Szwajcaria        | 0.111   | 10.95 | Q, =  |
| 3       | 6   | Tatjana Pinto         | Niemcy            | 0.164   | 11.16 | Q     |
| 4       | 4   | Khamica Bingham       | Kanada            | 0.156   | 11.21 | q     |
| 5       | 3   | Rosângela Santos      | Brazylia          | 0.180   | 11.33 | SB    |
| 6       | 9   | Kelly-Ann Baptiste    | Trynidad i Tobago | 0.150   | 11.48 |       |
| 7       | 8   | Vittoria Fontana      | Włochy            | 0.149   | 11.53 |       |
| 8       | 2   | Alvin Tehupeiory      | Indonezja         | 0.189   | 11.92 |       |

#### Bieg 3
| Pozycja | Tor | Zawodniczka         | Państwo           | Reakcja | Czas  | Uwagi  |
| ------- | --- | ------------------- | ----------------- | ------- | ----- | ------ |
| 1       | 4   | Alexandra Burghardt | Niemcy            | 0.133   | 11.08 | Q      |
| 2       | 6   | Javianne Oliver     | Stany Zjednoczone | 0.150   | 11.15 | Q      |
| 3       | 9   | Anna Bongiorni      | Włochy            | 0.147   | 11.35 | Q      |
| 4       | 7   | Roda Njobvu         | Zambia            | 0.130   | 11.40 | (.394) |
| 5       | 8   | Liang Xiaojing      | Chiny             | 0.159   | 11.40 | (.396) |
| 6       | 5   | Tristan Evelyn      | Barbados          | 0.125   | 11.42 |        |
| 7       | 3   | Margaret Barrie     | Sierra Leone      | 0.148   | 11.45 | SB     |
| 8       | 2   | Farzaneh Fasihi     | Iran              | 0.143   | 11.79 |        |

#### Bieg 4
| Pozycja | Tor | Zawodniczka           | Państwo                  | Reakcja | Czas  | Uwagi |
| ------- | --- | --------------------- | ------------------------ | ------- | ----- | ----- |
| 1       | 4   | Marie Josée Ta Lou    | Wybrzeże Kości Słoniowej | 0.161   | 10.78 | Q, =  |
| 2       | 7   | Daryll Neita          | Wielka Brytania          | 0.107   | 10.96 | Q,    |
| 3       | 5   | Crystal Emmanuel      | Kanada                   | 0.148   | 11.18 | Q     |
| 4       | 6   | Lorene Dorcas Bazolo  | Portugalia               | 0.134   | 11.31 |       |
| 5       | 3   | Maja Mihalinec Zidar  | Słowenia                 | 0.130   | 11.54 | SB    |
| 6       | 9   | Ángela Tenorio        | Ekwador                  | 0.137   | 11.59 |       |
| 7       | 2   | Amya Clarke           | Saint Kitts i Nevis      | 0.153   | 11.71 |       |
| -       | 8   | Vitória Cristina Rosa | Brazylia                 | -       | DNS   | -     |

#### Bieg 5
| Pozycja | Tor | Zawodniczka                  | Państwo    | Reakcja | Czas  | Uwagi |
| ------- | --- | ---------------------------- | ---------- | ------- | ----- | ----- |
| 1       | 4   | Shelly-Ann Fraser-Pryce      | Jamajka    | 0.128   | 10.84 | Q     |
| 2       | 5   | Ajla Del Ponte               | Szwajcaria | 0.131   | 10.91 | Q,    |
| 3       | 6   | Nzubechi Grace Nwokocha      | Nigeria    | 0.161   | 11.00 | Q,    |
| 4       | 7   | Gina Bass                    | Gambia     | 0.134   | 11.12 | q,    |
| 5       | 2   | Rafaela Spanudaki-Chadziriga | Grecja     | 0.133   | 11.45 |       |
| 6       | 8   | Inna Eftimova                | Bułgaria   | 0.145   | 11.46 |       |
| 7       | 9   | Dutee Chand                  | Indie      | 0.148   | 11.54 |       |
| 8       | 3   | Carla Scicluna               | Malta      | 0.178   | 12.16 |       |

#### Bieg 6
| Pozycja | Tor | Zawodniczka           | Państwo         | Reakcja | Czas  | Uwagi |
| ------- | --- | --------------------- | --------------- | ------- | ----- | ----- |
| 1       | 7   | Blessing Okagbare     | Nigeria         | 0.147   | 11.05 | Q     |
| 2       | 5   | Asha Philip           | Wielka Brytania | 0.110   | 11.31 | Q     |
| 3       | 6   | Tynia Gaither         | Bahamy          | 0.141   | 11.34 | Q     |
| 4       | 9   | Kryscina Cimanouska   | Białoruś        | 0.149   | 11.47 |       |
| 5       | 8   | María Isabel Pérez    | Hiszpania       | 0.151   | 11.51 |       |
| 6       | 3   | Natacha Ngoye Akamabi | Kongo           | 0.137   | 11.52 |       |
| 7       | 2   | Azreen Nabila Alias   | Malezja         | 0.173   | 11.91 |       |

#### Bieg 7
| Pozycja | Tor | Zawodniczka         | Państwo           | Reakcja | Czas  | Uwagi |
| ------- | --- | ------------------- | ----------------- | ------- | ----- | ----- |
| 1       | 6   | Michelle-Lee Ahye   | Trynidad i Tobago | 0.123   | 11.06 | Q     |
| 2       | 5   | Shericka Jackson    | Jamajka           | 0.170   | 11.07 | Q     |
| 3       | 7   | Jenna Prandini      | Stany Zjednoczone | 0.148   | 11.11 | , Q   |
| 4       | 8   | Diana Vaisman       | Izrael            | 0.132   | 11.27 | SB    |
| 5       | 4   | Hana Basic          | Australia         | 0.147   | 11.32 |       |
| 6       | 2   | Wei Yongli          | Chiny             | 0.174   | 11.48 | SB    |
| 7       | 9   | Jasmine Abrams      | Gujana            | 0.148   | 11.49 |       |
| 8       | 3   | Mudhawi Al-Shammari | Kuwejt            | 0.167   | 11.81 |       |

### Półfinały

#### Bieg 1
| Pozycja | Tor | Zawodniczka           | Państwo           | Reakcja | Czas  | Uwagi |
| ------- | --- | --------------------- | ----------------- | ------- | ----- | ----- |
| 1       | 4   | Elaine Thompson-Herah | Jamajka           | 0.157   | 10.76 | Q     |
| 2       | 6   | Ajla Del Ponte        | Szwajcaria        | 0.109   | 11.01 | Q     |
| 3       | 7   | Dina Asher-Smith      | Wielka Brytania   | 0.148   | 11.05 |       |
| 4       | 8   | Jenna Prandini        | Stany Zjednoczone | 0.149   | 11.11 | SB    |
| 5       | 2   | Khamica Bingham       | Kanada            | 0.150   | 11.22 |       |
| 6       | 3   | Tynia Gaither         | Bahamy            | 0.130   | 11.31 |       |
| 7       | 9   | Tatjana Pinto         | Niemcy            | 0.163   | 11.35 |       |
| —       | 5   | Blessing Okagbare     | Nigeria           | —       | DNS   |       |

#### Bieg 2
| Pozycja | Tor | Zawodniczka         | Państwo                  | Reakcja | Czas  | Uwagi |
| ------- | --- | ------------------- | ------------------------ | ------- | ----- | ----- |
| 1       | 5   | Marie Josée Ta Lou  | Wybrzeże Kości Słoniowej | 0.147   | 10.79 | Q     |
| 2       | 6   | Shericka Jackson    | Jamajka                  | 0.147   | 10.79 | Q     |
| 3       | 4   | Michelle-Lee Ahye   | Trynidad i Tobago        | 0.132   | 11.00 | SB    |
| 4       | 7   | Alexandra Burghardt | Niemcy                   | 0.151   | 11.07 |       |
| 5       | 9   | Javianne Oliver     | Stany Zjednoczone        | 0.166   | 11.08 |       |
| 6       | 2   | Crystal Emmanuel    | Kanada                   | 0.149   | 11.21 |       |
| 7       | 3   | Ge Manqi            | Chiny                    | 0.145   | 11.22 |       |
| 8       | 8   | Asha Philip         | Wielka Brytania          | 0.134   | 11.30 |       |

#### Bieg 3
| Pozycja | Tor | Zawodniczka             | Państwo                  | Reakcja | Czas  | Uwagi |
| ------- | --- | ----------------------- | ------------------------ | ------- | ----- | ----- |
| 1       | 5   | Shelly-Ann Fraser-Pryce | Jamajka                  | 0.136   | 10.73 | Q     |
| 2       | 7   | Mujinga Kambundji       | Szwajcaria               | 0.128   | 10.96 | Q     |
| 3       | 6   | Teahna Daniels          | Stany Zjednoczone        | 0.144   | 10.98 | q,    |
| 4       | 4   | Daryll Neita            | Wielka Brytania          | 0.135   | 11.00 | q     |
| 5       | 9   | Nzubechi Grace Nwokocha | Nigeria                  | 0.142   | 11.07 |       |
| 6       | 2   | Gina Bass               | Gambia                   | 0.140   | 11.16 |       |
| 7       | 8   | Murielle Ahouré         | Wybrzeże Kości Słoniowej | 0.124   | 11.28 |       |
| 8       | 3   | Anna Bongiorni          | Włochy                   | 0.159   | 11.38 |       |

### Finał

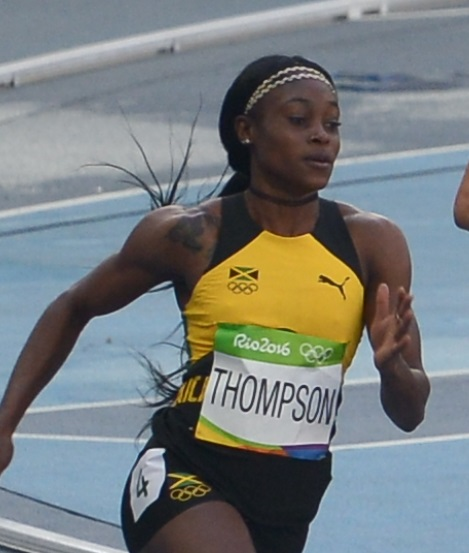
Zwyciężczyni konkursu Elaine Thompson-Herah

| Pozycja | Tor | Zawodniczka             | Państwo                  | Reakcja | Czas  | Uwagi |
| ------- | --- | ----------------------- | ------------------------ | ------- | ----- | ----- |
| złoto   | 4   | Elaine Thompson-Herah   | Jamajka                  | 0.150   | 10.61 | OR    |
| srebro  | 5   | Shelly-Ann Fraser-Pryce | Jamajka                  | 0.139   | 10.74 |       |
| brąz    | 7   | Shericka Jackson        | Jamajka                  | 0.152   | 10.76 | PB    |
| 4       | 6   | Marie Josée Ta Lou      | Wybrzeże Kości Słoniowej | 0.158   | 10.91 |       |
| 5       | 8   | Ajla Del Ponte          | Szwajcaria               | 0.129   | 10.97 |       |
| 6       | 9   | Mujinga Kambundji       | Szwajcaria               | 0.138   | 10.99 |       |
| 7       | 3   | Teahna Daniels          | Stany Zjednoczone        | 0.144   | 11.02 |       |
| 8       | 2   | Daryll Neita            | Wielka Brytania          | 0.108   | 11.12 |       |